# 拉氏海鮋
拉氏海鮋，為輻鰭魚綱鮋形目鮋亞目鮋科的其中一種，為亞熱帶海水魚，分布於西大西洋美國維吉尼亞州至委內瑞拉海域，棲息深度可達146公尺，體長可達25公分，棲息在底層水域，生活習性不明。

## 扩展阅读
維基物種上的相關：拉氏海鮋